# Diplocentria
Diplocentria é um gênero de aranhas da família Linyphiidae descrito em 1911.